# Iasenoveț, Razgrad
Iasenoveț (în bulgară Ясеновец) este un sat în comuna Razgrad, regiunea Razgrad,  Bulgaria. 

## Demografie
Componența etnică a satului Iasenoveț
     Romi (32,56%)
     Turci (55,69%)
     Nicio identificare (11,73%)
     Bulgari (0%)
La recensământul din 2011, populația satului Iasenoveț era de 2.352 locuitori. Din punct de vedere etnic, majoritatea locuitorilor (55,69%) erau turci, cu o minoritate de romi (32,56%). Pentru 11,73% din locuitori nu este cunoscută apartenența etnică.